# Heinsenia laevifrons
Heinsenia laevifrons är en insektsart som beskrevs av Melichar 1906. Heinsenia laevifrons ingår i släktet Heinsenia och familjen Tropiduchidae. Inga underarter finns listade i Catalogue of Life.